# Suchokwiat roczny
Suchokwiat roczny (Xeranthemum annuum L.) – gatunek rośliny z rodziny astrowatych. Roślina rosnąca dziko w Europie południowej, w Polsce wyłącznie w uprawie, jednoroczna.

## Morfologia
PokrójWysokość 40–60 cm.
KwiatyPosiada różowe, białe, czerwone lub fioletowe koszyczki kwiatowe, które osadzone są w suchych, szeleszczących (słomiastych) okrywach. Kwitnie od lipca do sierpnia.

## Zastosowanie
Uprawiany jako roślina ozdobna. ceniona ze względu na swe walory estetyczne. Często sadzony w ogrodach, suszone kwiaty używane przy wyrobie suchych bukietów. Wymaga stanowiska słonecznego, suchego, gleby lekkiej, żyznej i przepuszczalnej.